# Îlet à Kahouanne
Îlet à Kahouanne est un îlet de Guadeloupe situé au Nord de la Basse-Terre. 
Il est rattaché administrativement à la commune de Deshaies distante de 1,5 km au nord-ouest. D'une superficie totale de 19,89 ha, sa partie terrestre est incluse dans la zone centrale du parc national de la Guadeloupe. Il est entouré de falaises et de plages et son centre est occupé par un morne haut de 69 m. Un autre îlet, Tête à l'Anglais, est situé à 2 km au nord-est.

## Histoire
L'îlet, occupé par les Amérindiens puis par les colons (vestige d'habitation dite villa Claudinette), tire son nom de la tortue Caouanne, dont elle a été un des lieux de ponte. Les tortues vertes et imbriquées viennent s'y reproduire. Sa partie centrale (5,41 ha) est un site protégé  par le conservatoire du littoral où l'écotourisme est toutefois en développement.
Des plaisanciers y ont fait naufrage en 2014.

## Faune et flore

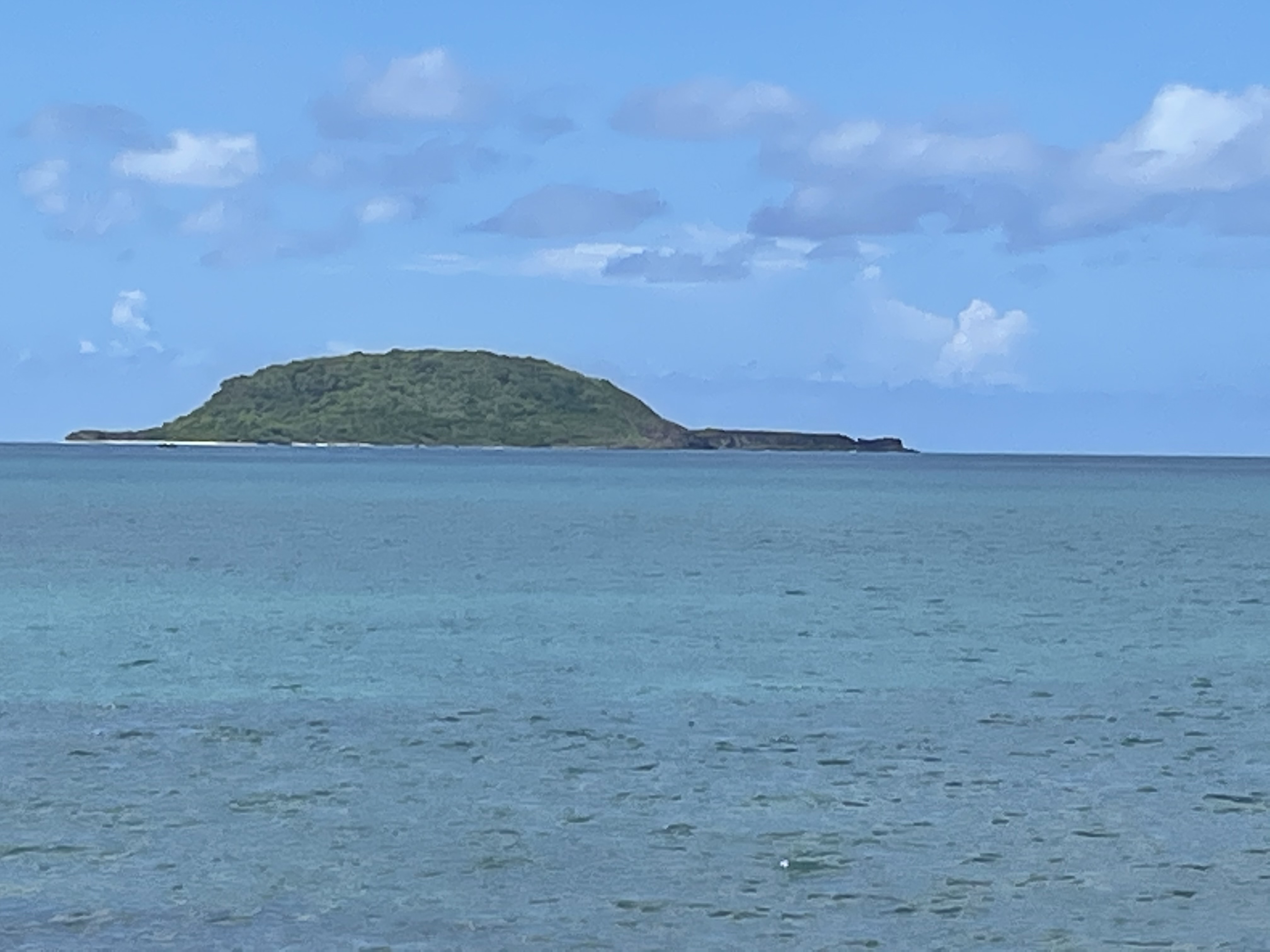
Kahouanne vue par la Pointe Allègre

L'îlet à Kahouanne est classé en ZNIEFF de type 1.
Son morne est recouvert d'une forêt sèche à gommier rouge (Bursera simaruba), mancenillier (Hippomane mancinella), sapotillier-falaise (Morisonia americana)  et frangipanier (plumeria alba). La bordure maritime est le domaine des raisiniers bord-de-mer (Coccoloba uvifera) et d'une mangrove vieillissante (l'Étang Bois-sec) à palétuviers (Laguncularia racemosa et Conocarpus erectus) à la pointe Poirier, au sud.
L'îlet héberge une colonie d'oiseaux marins : pélicans bruns, frégates et sternes. Comme son voisin, Tête à l'Anglais, il abrite une espèce endémique de lézard, l'Anolis kahouannensis. Il présente également une grande richesse entomologique avec une cinquantaine d'espèces identifiées en 2010, communes à la Guadeloupe continentale et composées principalement de coléoptères (vingt-deux espèces dont Chrysobothris tranquebarica et Polycesta depressa, espèces aquatiques liées à la mangrove qui sont cependant absentes des similiaires îlets Pigeon plus au sud) et des lépidoptères (cinq espèces).